# Uni5: The World's Enemy
Uni5: The World's Enemy è l'ottavo album discografico in studio del gruppo musicale rap statunitense Bone Thugs-n-Harmony, pubblicato nel 2010.

## Tracce
1. The Law (Intro) – 1:00
2. Rebirth – 7:15
3. See Me Shine (featuring Jay Rush) – 6:04
4. Only God Can Judge Me – 4:13
5. Wanna Be – 5:18
6. My Life – 4:49
7. Everytime – 5:34
8. Fearless (Interlude) – 0:34
9. Gone (featuring Ricco Barrino) – 4:33
10. Meet Me In the Sky (featuring K Young) – 5:16
11. Universe – 3:44
12. A New Mind = a New Life (Interlude) – 0:44
13. Pay What They Owe – 5:26
14. Facts Don't Lie – 3:42